# Rónald Gómez
Pour les articles homonymes, voir Gómez.
Rónald Gómez Gómez, né le 24 janvier 1975 à Puntarenas (Costa Rica), est un footballeur international costaricien. Il jouait au poste d'attaquant avant de se reconvertir comme entraîneur.

## Carrière

### En club
- 1994-1996 : LD Alajuelense –  Costa Rica
- 1996-1997 : Real Sporting de Gijón -  Espagne
- 1997-1998 : Hercules Alicante -  Espagne
- 1998-1999 : CSD Municipal -  Guatemala
- 1999-2003 : OFI Crète –  Grèce
- 2003-2004 : Club Deportivo Irapuato  Mexique
- 2004-2006 : Deportivo Saprissa -  Costa Rica
- 2006-2007 : APOEL Nicosie -  Chypre
- 2007-2008 : Deportivo Saprissa -  Costa Rica
- 2009- : SD Santos -  Costa Rica

### En équipe nationale
Il honore sa première cape en février 1993 à l'occasion d’un match contre l'équipe du Nicaragua.
Gomez participe aux Coupes du monde 2002 et 2006 avec l'équipe du Costa Rica. 
Il totalise 91 sélections en équipe nationale pour 24 buts entre 1993 et 2008.

## Palmarès
LD Alajuelense
- Vainqueur de la Copa Interclubes UNCAF en 1996.
- Champion du Costa Rica en 1996.

 Deportivo Saprissa
- Vainqueur de la Coupe des clubs champions de la CONCACAF en 2005.
- Champion du Costa Rica en 2006, 2007 (ouverture) , 2008 (clôture), 2008 (ouverture).

 APOEL Nicosie
- Champion de Chypre en 2007.

## Distinctions personnelles
- Meilleur buteur du championnat du Costa Rica en 1996.